# Priverno
Priverno (connue jusqu'en 1927 comme Piperno ; en dialecte : Prùssedi) est une commune italienne d'environ 13 800 habitants, située dans la province de Latina, dans la région Latium, en Italie centrale.

## Histoire
Dans l'Antiquité, Privernum est une ville des Volsques, dont on connaît l'un des rois légendaires, Métabus, allié de Turnus contre Énée, dans l'Énéide de Virgile.

## Monuments et patrimoine
- Abbaye de Fossanova
- Cathédrale de Priverno

## Administration
| Période                                  | Période | Identité | Étiquette | Qualité |
| ---------------------------------------- | ------- | -------- | --------- | ------- |
|                                          |         |          |           |         |
| Les données manquantes sont à compléter. |         |          |           |         |

### Communes limitrophes
Maenza, Pontinia, Prossedi, Roccagorga, Roccasecca dei Volsci, Sezze, Sonnino

### Personnalités nées à Priverno
- Romano Battisti
- Angelo Carosi
- Pietro Valeriano Duraguerra
- Enrico Giusti
- Antonio Baboccio da Piperno
- Réginald de Piperno
- Frédéric Zaccaléoni